# Coppa Europa di sci alpino 2020
La Coppa Europa di sci alpino 2020 è stata la quarantanovesima edizione della manifestazione organizzata dalla Federazione Internazionale Sci. La stagione è stata interrotta anticipatamente a causa alla pandemia di COVID-19 con l'annullamento, tra l'altro, delle finali in programma a Saalbach-Hinterglemm e Reiteralm.
La stagione maschile è iniziata il 29 novembre 2019 a Funäsdalen, in Svezia, e si è conclusa il 29 febbraio 2020 a Lillehammer Kvitfjell, in Norvegia; sono state disputate 31 delle 38 gare in programma (6 discese libere, 6 supergiganti, 8 slalom giganti, 8 slalom speciali, 2 combinate, 1 slalom parallelo), in 16 diverse località. Il norvegese Atle Lie McGrath si è aggiudicato sia la classifica generale, sia quella di slalom gigante; il francese Valentin Giraud Moine ha vinto la classifica di discesa libera, l'austriaco Raphael Haaser quella di supergigante, il tedesco Sebastian Holzmann quella di slalom speciale e il francese Robin Buffet quella di combinata. L'italiano Simon Maurberger era il detentore uscente della Coppa generale.
La stagione femminile è iniziata il 29 novembre 2019 a Trysil, in Norvegia, e si è conclusa il 1º marzo 2020 a Bad Wiessee, in Germania; sono state disputate 29 delle 34 gare in programma (5 discese libere, 6 supergiganti, 7 slalom giganti, 8 slalom speciali, 2 combinate, 1 slalom parallelo), in 15 diverse località. L'austriaca Nadine Fest si è aggiudicata sia la classifica generale, sia quelle di discesa libera, di supergigante e di combinata; la svedese Sara Rask ha vinto quella di slalom gigante, la tedesca Jessica Hilzinger quella di slalom speciale. L'austriaca Elisabeth Reisinger era la detentrice uscente della Coppa generale.

## Uomini

### Risultati
| Data             | Località                | Nazione    | Spec. | Primo                                 | Secondo                | Terzo                  |
| ---------------- | ----------------------- | ---------- | ----- | ------------------------------------- | ---------------------- | ---------------------- |
| 29 novembre 2019 | Funäsdalen              | Svezia     | SL    | Linus Straßer                         | Istok Rodeš            | Kristoffer Jakobsen    |
| 30 novembre 2019 | Funäsdalen              | Svezia     | SL    | Tommaso Sala                          | Lucas Braathen         | Linus Straßer          |
| 2 dicembre 2019  | Trysil                  | Norvegia   | GS    | Fabian Wilkens Solheim                | Atle Lie McGrath       | Daniele Sette          |
| 3 dicembre 2019  | Trysil                  | Norvegia   | GS    | Fabian Wilkens Solheim                | Tommaso Sala           | Roberto Nani           |
| 9 dicembre 2019  | Santa Caterina Valfurva | Italia     | KB    | Robin Buffet                          | Florian Loriot         | Tobias Hedström        |
| 10 dicembre 2019 | Santa Caterina Valfurva | Italia     | SG    | Ralph Weber                           | Niklas Köck            | Nils Alphand           |
| 12 dicembre 2019 | Zinal                   | Svizzera   | SG    | Niklas Köck                           | Stefan Babinsky        | Alexander Prast        |
| 12 dicembre 2019 | Zinal                   | Svizzera   | SG    | Alexander Prast                       | Urs Kryenbühl          | Arnaud Boisset         |
| 16 dicembre 2019 | Val di Fassa            | Italia     | SL    | Tommaso Sala                          | Jonathan Nordbotten    | Atle Lie McGrath       |
| 18 dicembre 2019 | Obereggen               | Italia     | SL    | annullata                             | annullata              | annullata              |
| 21 dicembre 2019 | Plan de Corones         | Italia     | PR    | Pirmin Hacker                         | Adrian Meisen          | Thomas Dorner          |
| 5 gennaio 2020   | Vaujany                 | Francia    | SL    | Anton Tremmel                         | Sebastian Holzmann     | Julian Rauchfuss       |
| 6 gennaio 2020   | Vaujany                 | Francia    | SL    | Federico Liberatore                   | Atle Lie McGrath       | Julian Rauchfuss       |
| 10 gennaio 2020  | Wengen                  | Svizzera   | DH    | Stefan Rogentin                       | Valentin Giraud Moine  | Ralph Weber            |
| 11 gennaio 2020  | Wengen                  | Svizzera   | DH    | Davide Cazzaniga                      | Henri Battilani        | Ralph Weber            |
| 18 gennaio 2020  | Kirchberg in Tirol      | Austria    | GS    | Stefan Brennsteiner                   | Patrick Feurstein      | Stefan Luitz           |
| 19 gennaio 2020  | Kirchberg in Tirol      | Austria    | GS    | Giovanni Borsotti Stefan Brennsteiner |                        | Aleksandr Andrienko    |
| 24 gennaio 2020  | Orcières                | Francia    | DH    | Niklas Köck                           | Daniel Hemetsberger    | Valentin Giraud Moine  |
| 25 gennaio 2020  | Orcières                | Francia    | DH    | Nils Alphand                          | Cédric Ochsner         | Niklas Köck            |
| 28 gennaio 2020  | Méribel                 | Francia    | GS    | Patrick Feurstein                     | Fabian Wilkens Solheim | Léo Anguenot           |
| 30 gennaio 2020  | Méribel                 | Francia    | GS    | Patrick Feurstein                     | Atle Lie McGrath       | Thomas Dorner          |
| 31 gennaio 2020  | Jaun                    | Svizzera   | SL    | Sebastian Holzmann                    | Marc Rochat            | Adrian Pertl           |
| 1º febbraio 2020 | Jaun                    | Svizzera   | SL    | Adrian Pertl                          | Atle Lie McGrath       | Federico Liberatore    |
| 5 febbraio 2020  | Saalbach-Hinterglemm    | Austria    | DH    | annullata                             | annullata              | annullata              |
| 6 febbraio 2020  | Saalbach-Hinterglemm    | Austria    | DH    | annullata                             | annullata              | annullata              |
| 8 febbraio 2020  | Berchtesgaden           | Germania   | GS    | Roberto Nani                          | Raphael Haaser         | Patrick Haugen Veisten |
| 9 febbraio 2020  | Berchtesgaden           | Germania   | SL    | Federico Liberatore                   | Atle Lie McGrath       | Julian Rauchfuss       |
| 12 febbraio 2020 | Sella Nevea             | Italia     | SG    | Raphael Haaser                        | Atle Lie McGrath       | Alexander Prast        |
| 13 febbraio 2020 | Sella Nevea             | Italia     | SG    | Mathieu Faivre                        | Raphael Haaser         | Guglielmo Bosca        |
| 14 febbraio 2020 | Sella Nevea             | Italia     | KB    | Atle Lie McGrath                      | Giovanni Franzoni      | Luca Aerni             |
| 14 febbraio 2020 | Sella Nevea             | Italia     | SG    | Raphael Haaser                        | Atle Lie McGrath       | Stefan Rieser          |
| 20 febbraio 2020 | Jasná                   | Slovacchia | GS    | Atle Lie McGrath                      | Bastian Meisen         | Roberto Nani           |
| 21 febbraio 2020 | Jasná                   | Slovacchia | GS    | annullata                             | annullata              | annullata              |
| 28 febbraio 2020 | Lillehammer Kvitfjell   | Norvegia   | DH    | Valentin Giraud Moine                 | Jared Goldberg         | Ken Caillot            |
| 29 febbraio 2020 | Lillehammer Kvitfjell   | Norvegia   | DH    | Jared Goldberg                        | Alexander Köll         | Stefan Rieser          |
| 18 marzo 2020    | Saalbach-Hinterglemm    | Austria    | SG    | annullata                             | annullata              | annullata              |
| 21 marzo 2020    | Reiteralm               | Austria    | GS    | annullata                             | annullata              | annullata              |
| 22 marzo 2020    | Reiteralm               | Austria    | SL    | annullata                             | annullata              | annullata              |

Legenda:

DH = discesa libera

SG = supergigante

GS = slalom gigante

SL = slalom speciale

KB = combinata

PR = slalom parallelo

### Classifiche

#### Generale
| Pos. | Nome                | Nazione  | Punti |
| ---- | ------------------- | -------- | ----- |
| 1    | Atle Lie McGrath    | Norvegia | 1081  |
| 2    | Raphael Haaser      | Austria  | 648   |
| 3    | Niklas Köck         | Austria  | 523   |
| 4    | Alexander Prast     | Italia   | 475   |
| 5    | Sebastian Holzmann  | Germania | 404   |
| 6    | Julian Rauchfuss    | Germania | 402   |
| 7    | Roberto Nani        | Italia   | 401   |
| 8    | Federico Liberatore | Italia   | 351   |
| 9    | Patrick Feurstein   | Austria  | 348   |
| 10   | Tommaso Sala        | Italia   | 336   |

#### Discesa libera
| Pos. | Nome                  | Nazione | Punti |
| ---- | --------------------- | ------- | ----- |
| 1    | Valentin Giraud Moine | Francia | 315   |
| 2    | Niklas Köck           | Austria | 260   |
| 3    | Daniel Hemetsberger   | Austria | 226   |
| 4    | Nils Alphand          | Francia | 213   |
| 5    | Davide Cazzaniga      | Italia  | 210   |

#### Supergigante
| Pos. | Nome             | Nazione  | Punti |
| ---- | ---------------- | -------- | ----- |
| 1    | Raphael Haaser   | Austria  | 373   |
| 2    | Alexander Prast  | Italia   | 321   |
| 3    | Niklas Köck      | Austria  | 244   |
| 4    | Atle Lie McGrath | Norvegia | 196   |
| 5    | Ralph Weber      | Svizzera | 165   |

#### Slalom gigante
| Pos. | Nome                   | Nazione  | Punti |
| ---- | ---------------------- | -------- | ----- |
| 1    | Atle Lie McGrath       | Norvegia | 427   |
| 2    | Roberto Nani           | Italia   | 401   |
| 3    | Patrick Feurstein      | Austria  | 348   |
| 4    | Fabian Wilkens Solheim | Norvegia | 290   |
| 5    | Bastian Meisen         | Germania | 244   |

#### Slalom speciale
| Pos. | Nome                | Nazione  | Punti |
| ---- | ------------------- | -------- | ----- |
| 1    | Sebastian Holzmann  | Germania | 364   |
| 2    | Atle Lie McGrath    | Norvegia | 358   |
| 3    | Federico Liberatore | Italia   | 351   |
| 4    | Marc Rochat         | Svizzera | 256   |
| 5    | Anton Tremmel       | Germania | 249   |

#### Combinata
| Pos. | Nome              | Nazione  | Punti |
| ---- | ----------------- | -------- | ----- |
| 1    | Robin Buffet      | Francia  | 136   |
| 2    | Atle Lie McGrath  | Norvegia | 100   |
| 3    | Semyel Bissig     | Svizzera | 86    |
| 4    | Giovanni Franzoni | Italia   | 80    |
| 4    | Florian Loriot    | Francia  | 80    |

## Donne

### Risultati
| Data              | Località               | Nazione  | Spec. | Prima                     | Seconda             | Terza                                  |
| ----------------- | ---------------------- | -------- | ----- | ------------------------- | ------------------- | -------------------------------------- |
| 29 novembre 2019  | Trysil                 | Norvegia | GS    | Sara Rask                 | Rosina Schneeberger | Simone Wild                            |
| 30 novembre 2019  | Trysil                 | Norvegia | GS    | Sara Rask                 | Asja Zenere         | Elisa Mörzinger                        |
| 2 dicembre 2019   | Funäsdalen             | Svezia   | SL    | Jessica Hilzinger         | Selina Egloff       | Charlie Guest                          |
| 3 dicembre 2019   | Funäsdalen             | Svezia   | SL    | Jessica Hilzinger         | Charlie Guest       | Elsa Håkansson-Fermbäck                |
| 5 dicembre 2019   | Lillehammer Kvitfjell  | Norvegia | SG    | Nadine Fest               | Ida Dannewitz       | Lindy Etzensperger                     |
| 5-6 dicembre 2019 | Lillehammer Kvitfjell  | Norvegia | KB    | Nadine Fest               | Ida Dannewitz       | Jessica Hilzinger Rosina Schneeberger  |
| 10 dicembre 2019  | Sankt Moritz           | Svizzera | SG    | Ida Dannewitz             | Tessa Worley        | Wendy Holdener                         |
| 11 dicembre 2019  | Sankt Moritz           | Svizzera | SG    | Tessa Worley              | Nadine Fest         | Wendy Holdener                         |
| 14 dicembre 2019  | Andalo                 | Italia   | GS    | Marte Monsen              | Elisa Mörzinger     | Asja Zenere                            |
| 15 dicembre 2019  | Andalo                 | Italia   | GS    | Elisa Mörzinger           | Marte Monsen        | Valentina Cillara Rossi Doriane Escané |
| 20 dicembre 2019  | Val di Fassa           | Italia   | DH    | annullata                 | annullata           | annullata                              |
| 21 dicembre 2019  | Plan de Corones        | Italia   | PR    | Emelie Henning            | Martina Ostler      | Tuva Norbye                            |
| 17 gennaio 2020   | Zell am See            | Austria  | SL    | Marta Rossetti            | Elena Stoffel       | Lara Della Mea                         |
| 18 gennaio 2020   | Zell am See            | Austria  | SL    | Jessica Hilzinger         | Elena Stoffel       | Lara Della Mea                         |
| 21 gennaio 2020   | Sankt Anton am Arlberg | Austria  | DH    | Nadine Fest               | Rosina Schneeberger | Karen Smadja-Clément                   |
| 22 gennaio 2020   | Sankt Anton am Arlberg | Austria  | DH    | Nadine Fest               | Juliana Suter       | Valentina Cillara Rossi                |
| 23 gennaio 2020   | Hasliberg              | Svizzera | SL    | Charlie Guest             | Marta Rossetti      | Martina Peterlini                      |
| 24 gennaio 2020   | Hasliberg              | Svizzera | SL    | Martina Peterlini         | Meta Hrovat         | Ana Bucik                              |
| 5 febbraio 2020   | Pila                   | Italia   | DH    | Rahel Kopp                | Ania Monica Caill   | Esther Paslier                         |
| 13 febbraio 2020  | Crans-Montana          | Svizzera | DH    | Nadine Fest               | Rahel Kopp          | Rosina Schneeberger                    |
| 15 febbraio 2020  | Crans-Montana          | Svizzera | DH    | Rosina Schneeberger       | Nadine Fest         | Jasmina Suter                          |
| 16 febbraio 2020  | Crans-Montana          | Svizzera | SG    | Jasmina Suter             | Nadine Fest         | Rahel Kopp                             |
| 19 febbraio 2020  | Sarentino              | Italia   | SG    | Nadine Fest               | Julia Scheib        | Rosina Schneeberger                    |
| 20 febbraio 2020  | Sarentino              | Italia   | SG    | Nadine Fest               | Maruša Ferk         | Julia Scheib                           |
| 21 febbraio 2020  | Sarentino              | Italia   | KB    | Kristina Riis-Johannessen | Nadine Fest         | Ana Bucik                              |
| 23 febbraio 2020  | Folgaria               | Italia   | GS    | Mina Fürst Holtmann       | Sara Rask           | Tina Robnik                            |
| 24 febbraio 2020  | Folgaria               | Italia   | GS    | Mina Fürst Holtmann       | Doriane Escané      | Ana Bucik                              |
| 26 febbraio 2020  | Krvavec                | Slovenia | GS    | annullata                 | annullata           | annullata                              |
| 27 febbraio 2020  | Krvavec                | Slovenia | GS    | Doriane Escané            | Ana Bucik           | Luisa Matilde Maria Bertani            |
| 29 febbraio 2020  | Bad Wiessee            | Germania | SL    | Martina Peterlini         | Elena Stoffel       | Sara Rask                              |
| 1º marzo 2020     | Bad Wiessee            | Germania | SL    | Elena Stoffel             | Lara Della Mea      | Jessica Hilzinger                      |
| 18 marzo 2020     | Saalbach-Hinterglemm   | Austria  | SG    | annullata                 | annullata           | annullata                              |
| 20 marzo 2020     | Reiteralm              | Austria  | GS    | annullata                 | annullata           | annullata                              |
| 22 marzo 2020     | Reiteralm              | Austria  | SL    | annullata                 | annullata           | annullata                              |

Legenda:

DH = discesa libera

SG = supergigante

GS = slalom gigante

SL = slalom speciale

KB = combinata

PR = slalom parallelo

### Classifiche

#### Generale
| Pos. | Nome                    | Nazione  | Punti |
| ---- | ----------------------- | -------- | ----- |
| 1    | Nadine Fest             | Austria  | 1116  |
| 2    | Rosina Schneeberger     | Austria  | 763   |
| 3    | Jessica Hilzinger       | Germania | 760   |
| 4    | Sara Rask               | Svezia   | 630   |
| 5    | Rahel Kopp              | Svizzera | 541   |
| 6    | Valentina Cillara Rossi | Italia   | 532   |
| 7    | Ida Dannewitz           | Svezia   | 494   |
| 8    | Jasmina Suter           | Svizzera | 490   |
| 9    | Tuva Norbye             | Norvegia | 413   |
| 10   | Marta Rossetti          | Italia   | 402   |

#### Discesa libera
| Pos. | Nome                    | Nazione  | Punti |
| ---- | ----------------------- | -------- | ----- |
| 1    | Nadine Fest             | Austria  | 380   |
| 2    | Rosina Schneeberger     | Austria  | 290   |
| 3    | Rahel Kopp              | Svizzera | 230   |
| 4    | Juliana Suter           | Svizzera | 185   |
| 5    | Valentina Cillara Rossi | Italia   | 183   |

#### Supergigante
| Pos. | Nome                | Nazione  | Punti |
| ---- | ------------------- | -------- | ----- |
| 1    | Nadine Fest         | Austria  | 500   |
| 2    | Ida Dannewitz       | Svezia   | 273   |
| 3    | Jasmina Suter       | Svizzera | 243   |
| 4    | Rahel Kopp          | Svizzera | 212   |
| 5    | Rosina Schneeberger | Austria  | 192   |

#### Slalom gigante
| Pos. | Nome                    | Nazione  | Punti |
| ---- | ----------------------- | -------- | ----- |
| 1    | Sara Rask               | Svezia   | 350   |
| 2    | Doriane Escané          | Francia  | 349   |
| 3    | Elisa Mörzinger         | Austria  | 319   |
| 4    | Marte Monsen            | Norvegia | 317   |
| 5    | Valentina Cillara Rossi | Italia   | 206   |

#### Slalom speciale
| Pos. | Nome              | Nazione  | Punti |
| ---- | ----------------- | -------- | ----- |
| 1    | Jessica Hilzinger | Germania | 510   |
| 2    | Marta Rossetti    | Italia   | 402   |
| 3    | Martina Peterlini | Italia   | 385   |
| 3    | Elena Stoffel     | Svizzera | 385   |
| 5    | Joséphine Forni   | Francia  | 282   |

#### Combinata
| Pos. | Nome                      | Nazione  | Punti |
| ---- | ------------------------- | -------- | ----- |
| 1    | Nadine Fest               | Austria  | 180   |
| 2    | Jessica Hilzinger         | Germania | 110   |
| 3    | Kristina Riis-Johannessen | Norvegia | 100   |
| 4    | Ida Dannewitz             | Svezia   | 93    |
| 5    | Rosina Schneeberger       | Austria  | 92    |